# Quo Vadis (фильм, 1924)
Quo Vadis (или Quo Vadis?) — итальянский немой исторический драматический фильм 1924 года, снятый Габриелино Д’Аннунцио и Георгом Якоби, с Эмилем Яннингсом, Еленой Сангро и Лилиан Холл-Дэвис в главных ролях. Фильм основан на романе Хенрика Сенкевича Quo Vadis 1896 года, который также позже был экранизирован в 1951 году.

## Сюжет
В Риме, во времена правления Нерона, молодой полководец-язычник по имени Марк Виниций влюбляется в красивую заложницу-христианку по имени Лигия. Их любовь кажется невозможной из-за конфликта их религий. Нерон сжигает Рим и обвиняет в этом христиан, уже ненавидимых римлянами-язычниками.

## Состав
- Эмиль Яннингс в роли Нерона
- Елена Сангро в роли Поппеи
- Лилиан Холл-Дэвис в роли Лигии
- Рина Де Лигуоро в роли Эвники
- Андреа Хабай в роли Петрония
- Раймондо Ван Риэль в роли Тигеллина
- Джильдо Боччи в роли Виттелия
- Джино Виотти в роли Хилона Хилонида
- Альфонс Фрайланд в роли Виниция
- Бруто Кастеллани в роли Урса
- Эльга Бринк в роли Домитиллы
- Арнольд Кент в роли римского стража
- Марселла Саббатини в роли девушки
- Люсия Занусси

## Производство
Unione Cinematografica Italiana анонсировала фильм в 1921 году, а производство началось в 1924 году. Д’Аннунцио, сын поэта Габриэле Д’Аннунцио, считался подающим надежды режиссёром и также написал сценарий к фильму. Это была одна из нескольких попыток в ранней фашистской Италии повторить успех исторических эпопей предыдущего десятилетия. Рудольф Валентино был приглашен на главную роль в фильме, но был вынужден отклонить предложение по контрактным причинам. С производством быстро возникли проблемы — бюджет фильма серьёзно превысил запланированный, и пришлось привлекать дополнительное финансирование в Германии. Новые инвесторы настояли на том, чтобы сорежиссёром был назначен немец Якоби.
В итоге режиссёрами фильма выступили Артуро Амбросио, Георг Якоби и Габриеллино Д’Аннунцио. Бруно Кастнер изначально был выбран для съёмок в фильме, но отказался из-за болезни, все сцены с его участием были пересняты.

## Выпуск
В США прокатом фильма занималась компанией First National Pictures.

## Критика
Фильм оказался творческим и коммерческим провалом, что фактически положило конец карьере его продюсера Артуро Амбросио, который был одной из главных фигур раннего итальянского кино. В обзоре The New York Times описала его как «превосходное зрелище, но во многих эпизодах оно слишком утомительно, чтобы быть хорошим развлечением». Д’Аннунцио больше никогда не снимал кино и не писал для него сценарии. Репутация Якоби также сильно пострадала, он переключился на работу над мюзиклами и комедиями . С другой стороны, игра Эмиля Яннингса получила умеренную оценку. The New Yorker отметил, что Яннингс был «одним из элементов помимо скуки», но, несмотря на его «способную игру», он «по-прежнему предпочтителен в германской студии».
Французская кинозвезда Макс Линдер и его жена посмотрели фильм в октябре 1925 года. Позже у обоих были обнаружены передозировка наркотиков и перерезанные запястья, что стало причиной их смерти в результате согласованного самоубийства или убийства-самоубийства. Самоубийство Петрония и Эвники, показанное в фильме, предположительно стало фактором, усугубившим депрессию Линдера.